# Brasil nos Jogos Paralímpicos de Verão de 2016
O Brasil participou como anfitrião dos Jogos Paralímpicos de Verão de 2016, no Rio de Janeiro, Brasil. O país estreou nos Jogos em 1972 e esta será sua 12ª participação. Pela primeira vez na história, o País terá atletas participando em todas as modalidades que compõem o programa de competições.
Para estes jogos, o Comitê Paralímpico Brasileiro (CPB) traçou como meta, terminar a competição no Top 5 do quadro de medalhas.

## Medalhistas
| Gustavo Henrique Felipe Gomes Lucas Prado | Daniel Silva Diogo Ualisson Kesley Teodoro |

| Luan Cássio Damião Tiago Silva Jefinho | Nonato Marcos Felipe Ricardinho Dumbo Vinícius |

| Daniel Dias Clodoaldo Silva Edênia Garcia Joana Maria Silva | Susana Ribeiro Talisson Glock Maiara Barreto Patrícia Pereira |

| Alice de Oliveira Lorena Spoladore Silvânia Costa | Terezinha Guilhermina Jerusa Geber Thalita Vitória |

| Marcão Jônatas Fernandes José Carlos Diego Fabrizio Igor Romero | Hudson Hyure Wesley Wanderson Leandrinho Gilvano Maycon Felipe Rafael |

| José Roberto Alex de Melo Alexsander Celente | Leomon Moreno Josemárcio Sousa Romário Marques |

| Paula Herts Edwarda Dias Gizele Maria Adria Silva Pâmela Pereira Camila Leiria | Nathalie Silva Suellen Cristine Jani Freitas Janaína Petit Nurya Silva Laiana Rodrigues |

| Daniel Dias André Brasil Andrey Garbe Lucas Mozela | Ruiter Silva Talisson Glock Phelipe Rodrigues Ruan de Souza |

| Gustavo Henrique Felipe Gomes Lucas Prado | Daniel Silva Diogo Ualisson Kesley Teodoro |

| Luan Cássio Damião Tiago Silva Jefinho | Nonato Marcos Felipe Ricardinho Dumbo Vinícius |

| Daniel Dias Clodoaldo Silva Edênia Garcia Joana Maria Silva | Susana Ribeiro Talisson Glock Maiara Barreto Patrícia Pereira |

| Alice de Oliveira Lorena Spoladore Silvânia Costa | Terezinha Guilhermina Jerusa Geber Thalita Vitória |

| Marcão Jônatas Fernandes José Carlos Diego Fabrizio Igor Romero | Hudson Hyure Wesley Wanderson Leandrinho Gilvano Maycon Felipe Rafael |

| José Roberto Alex de Melo Alexsander Celente | Leomon Moreno Josemárcio Sousa Romário Marques |

| Paula Herts Edwarda Dias Gizele Maria Adria Silva Pâmela Pereira Camila Leiria | Nathalie Silva Suellen Cristine Jani Freitas Janaína Petit Nurya Silva Laiana Rodrigues |

| Daniel Dias André Brasil Andrey Garbe Lucas Mozela | Ruiter Silva Talisson Glock Phelipe Rodrigues Ruan de Souza |

| Medalhas por dia | Medalhas por dia | Medalhas por dia | Medalhas por dia  | Medalhas por dia |
| ---------------- | ---------------- | ---------------- | ----------------- | ---------------- |
| Dia              | Medalha de ouro  | Medalha de prata | Medalha de bronze | T                |
| 8 de setembro    | 2                | 1                | 1                 | 4                |
| 9 de setembro    | 1                | 5                | 1                 | 7                |
| 10 de setembro   | 2                | 3                | 3                 | 8                |
| 11 de setembro   | 1                | 2                | 2                 | 5                |
| 12 de setembro   | 3                | 6                | 2                 | 11               |
| 13 de setembro   | 1                | 4                | 3                 | 8                |
| 14 de setembro   | -                | 3                | 2                 | 5                |
| 15 de setembro   | -                | 1                | 4                 | 5                |
| Total            | 14               | 29               | 29                | 72               |

| Medalhas por esporte | Medalhas por esporte | Medalhas por esporte | Medalhas por esporte | Medalhas por esporte |
| -------------------- | -------------------- | -------------------- | -------------------- | -------------------- |
| Esporte              | Medalha de ouro      | Medalha de prata     | Medalha de bronze    | T                    |
| Atletismo            | 7                    | 11                   | 8                    | 24                   |
| Bocha                | 1                    | 1                    | -                    | 2                    |
| Canoagem             | -                    | -                    | 1                    | 1                    |
| Ciclismo             | -                    | -                    | 1                    | 1                    |
| Futebol de 5         | 1                    | -                    | -                    | 1                    |
| Futebol de 7         | -                    | -                    | 1                    | 1                    |
| Goalball             | -                    | -                    | 1                    | 1                    |
| Hipismo              | -                    | -                    | 1                    | 1                    |
| Judô                 | -                    | 4                    | -                    | 4                    |
| Halterofilismo       | -                    | 1                    | -                    | 1                    |
| Natação              | 2                    | 7                    | 6                    | 15                   |
| Tênis de mesa        | -                    | 1                    | 1                    | 2                    |
| Vôlei sentado        | -                    | -                    | 1                    | 1                    |
| Total                | 14                   | 29                   | 29                   | 72                   |

## Atletismo
Masculino
Pista
| Atletas | Evento                      | Preliminares | Preliminares | Semifinal | Semifinal | Final       | Final             |
| Atletas | Evento                      | Marca        | Posição      | Marca     | Posição   | Marca       | Posição           |
| --- | --------------------------- | ------------ | ------------ | --------- | --------- | ----------- | ----------------- |
| Gustavo Henrique Araújo                                                                                       | 100 m T13                   | 11.16        | 4 Q          | —         | —         | 11.45       | 8                 |
| Gustavo Henrique Araújo                                                                                       | 400 m T13                   | 50.09        | 5            | —         | —         | 50.06       | 5                 |
| Fábio da Silva Bordignon                                                                                      | 100 m T35                   | 12.78 RR     | 1 Q          | —         | —         | 12.66 RR    | Medalha de prata  |
| Fábio da Silva Bordignon                                                                                      | 200 m T35                   | 26.22        | 2º q         | —         | —         | 26.01       | Medalha de prata  |
| Mateus Evangelista Cardoso                                                                                    | 100 m T37                   | 11.47        | 2ºq          | —         | —         | 11.62       | 4º                |
| Mateus Evangelista Cardoso                                                                                    | 400 m T37                   |              |              | —         | —         |             |                   |
| Renato Nunes da Cruz                                                                                          | 100 m T44                   | 11.79        | 10º          | —         | —         | Não Avançou | Não Avançou       |
| Renato Nunes da Cruz                                                                                          | 200 m T44                   |              |              | —         | —         |             |                   |
| Renato Nunes da Cruz                                                                                          | 400 m T44                   |              |              | —         | —         |             |                   |
| Felipe Gomes                                                                                                  | 100 m T11                   | 11.22 SB     | 1 Q          | 11.44     | 2 Q       | 11.08 PB    | Medalha de prata  |
| Felipe Gomes                                                                                                  | 200 m T11                   | 22.50 PB     | 1 Q          | —         | —         | 22.52       | Medalha de prata  |
| Felipe Gomes                                                                                                  | 400 m T11                   |              |              | —         | —         |             |                   |
| Yeltsin Jacques                                                                                               | 1500 m T13                  | —            | —            | —         | —         | 3:58.92     | 11º               |
| Yeltsin Jacques                                                                                               | 5000 m T13                  | —            | —            | —         | —         | 15:02.13    | 5º                |
| Daniel Martins                                                                                                | 400 m T20                   | 48.70        | 2º q         | —         | —         | 47.22       | Medalha de ouro   |
| Yohansson Nascimento                                                                                          | 100 m T47                   | 10.75        | 1 Q          | —         | —         | 10.79       | Medalha de bronze |
| Yohansson Nascimento                                                                                          | 400 m T47                   | NM           | DNF          | —         | —         | Não Avançou | Não Avançou       |
| Alan Fonteles Cardoso Oliveira                                                                                | 100 m T44                   |              |              | —         | —         |             |                   |
| Alan Fonteles Cardoso Oliveira                                                                                | 200 m T44                   |              |              | —         | —         |             |                   |
| Paulo Pereira                                                                                                 | 100 m T37                   |              |              | —         | —         |             |                   |
| Paulo Pereira                                                                                                 | 400 m T37                   |              |              | —         | —         |             |                   |
| Edson Pinheiro                                                                                                | 100 m T38                   | 11.32        | 2 Q          | —         | —         | 11.26 SB    | Medalha de bronze |
| Edson Pinheiro                                                                                                | 400 m T38                   |              |              | —         | —         |             |                   |
| Lucas Prado                                                                                                   | 100 m T11                   | 11.64        | 4 Q          | DNS       | DNS       | Não Avançou | Não Avançou       |
| Lucas Prado                                                                                                   | 200 m T11                   |              |              | —         | —         |             |                   |
| Lucas Prado                                                                                                   | 400 m T11                   |              |              | —         | —         |             |                   |
| Odair Santos                                                                                                  | 1500 m T11                  | 4:05.34      | 2º           | —         | —         | 4:03.85     | Medalha de prata  |
| Odair Santos                                                                                                  | 5000 m T11                  | —            | —            | —         | —         | 15:17.55    | Medalha de prata  |
| Júlio César Agripino dos Santos                                                                               | 1500 m T13                  | —            | —            | —         | —         | 4:00.61     | 12º               |
| Júlio César Agripino dos Santos                                                                               | 5000 m T13                  | —            | —            | —         | —         | NM          | DNF               |
| Petrúcio Ferreira dos Santos                                                                                  | 100 m T47                   | 10.67        | 1 Q          | —         | —         | 10.57       | Medalha de ouro   |
| Petrúcio Ferreira dos Santos                                                                                  | 400 m T47                   |              |              | —         | —         |             |                   |
| Daniel Silva                                                                                                  | 100 m T11                   |              |              |           |           |             |                   |
| Daniel Silva                                                                                                  | 200 m T11                   | 23.39        | 1 Q          | —         | —         | 23.04       | Medalha de bronze |
| Daniel Silva                                                                                                  | 400 m T11                   | 51.96        | 4º           | —         | —         | 50.93       | 4º                |
| Ariosvaldo Fernandes da Silva                                                                                 | 100 m T53                   | 14.69 PR     | 1 Q          | —         | —         | 14.88       | 4                 |
| Ariosvaldo Fernandes da Silva                                                                                 | 400 m T53                   |              |              | —         | —         |             |                   |
| Diogo Ualisson Jerônimo da Silva                                                                              | 100 m T12                   | NM           | DSQ          | —         | —         | Não Avançou | Não Avançou       |
| Diogo Ualisson Jerônimo da Silva                                                                              | 200 m T12                   | 23.01        | 9            | —         | —         | Não Avançou | Não Avançou       |
| Diogo Ualisson Jerônimo da Silva                                                                              | 400 m T12                   |              |              | —         | —         |             |                   |
| Rodrigo Parreira da Silva                                                                                     | 100 m T36                   | —            | —            | —         | —         | 12.54       | Medalha de bronze |
| Alex Douglas Pires da Silva                                                                                   | 1500 m T46                  | —            | —            | —         | —         |             |                   |
| Alex Douglas Pires da Silva                                                                                   | Maratona T46                | —            | —            | —         | —         | DNF         |                   |
| Kesley Teodoro                                                                                                | 100 m T13                   | 11.10        | 4 Q          | —         | —         | 11.00       | 4                 |
| Kesley Teodoro                                                                                                | 400 m T13                   | 53.27        | 9            | —         | —         | Não Avançou | Não Avançou       |
| Gustavo Henrique Araújo Felipe Gomes Lucas Prado Daniel Silva Diogo Ualisson Jerônimo da Silva Kesley Teodoro | Revezamento 4x100 m T11-T13 | 42.69        | 1° Q         | —         | —         | 42.37       | Medalha de ouro   |
| Renato Nunes da Cruz Yohansson Nascimento Alan Fonteles Cardoso Oliveira Petrúcio Ferreira dos Santos         | Revezamento 4x100 m T42-T47 | —            | —            | —         | —         | 42.04       | Medalha de prata  |

Campo
| Atletas                             | Evento                     | Pontos | Marca    | Posição          |
| ----------------------------------- | -------------------------- | ------ | -------- | ---------------- |
| Mateus Evangelista Cardoso          | Salto em distância T37     | —      | 6.53     | Medalha de prata |
| Renato Nunes da Cruz                | Salto em distância T43-44  | —      |          |                  |
| Márcio Leite                        | Arremesso de disco F11     | —      | 34.71    | 5                |
| Cícero Nobre                        | Lançamento de dardo F56-57 | —      | 42.90    | 4º               |
| Ricardo Nunes                       | Arremesso de peso F54-55   |        |          |                  |
| Ricardo Costa de Oliveira           | Salto em distância T11     | —      | 6.52     | Medalha de ouro  |
| Caio Vinícius da Silva Pereira      | Arremesso de peso F11-12   | —      | 15.23    | 5                |
| Edson Pinheiro                      | Salto em distância T38     | —      |          |                  |
| Flávio Reitz                        | Salto em altura F42        | —      | 1.71     | 9                |
| José Rodrigues                      | Lançamento de dardo F53-54 | —      | 23.41    | 4                |
| Wallace Santos                      | Arremesso de peso F54-55   | —      | 9.19     | 10º              |
| Jonathan de Souza Santos            | Arremesso de peso F41      | —      | 11.71    | 4                |
| Claudiney Batista dos Santos        | Arremesso de peso F56-57   |        |          |                  |
| Claudiney Batista dos Santos        | Arremesso de disco F56     | —      | 45.33 PR | Medalha de ouro  |
| Claudiney Batista dos Santos        | Lançamento de dardo F56-57 | —      | 42.74    | 5º               |
| Jeohsah Beserra dos Santos          | Salto em altura F44        | —      | 1.85     | 6                |
| Thiago Paulino dos Santos           | Arremesso de peso F56-57   | —      |          |                  |
| Edevaldo Silva                      | Lançamento de dardo F42-44 | —      | 53.74    | 7º               |
| Alessandro Rodrigo Silva            | Arremesso de peso F11-12   | —      | 12.43    | 10               |
| Alessandro Rodrigo Silva            | Arremesso de disco F11     | —      | 43.06 PR | Medalha de ouro  |
| João Victor Teixeira de Souza Silva | Arremesso de peso F37      | —      | 13.09    | 5                |
| João Victor Teixeira de Souza Silva | Arremesso de disco F37     | —      | 45.10    | 7                |
| Rodrigo Parreira da Silva           | Salto em distância T36     | —      | 5.62     | Medalha de prata |
| Mauro Evaristo de Sousa             | Arremesso de peso F42      | —      | 13.59    | 4º               |

Feminino
Pista
| Atletas | Evento                      | Preliminares | Preliminares | Semifinal | Semifinal | Final       | Final             |
| Atletas | Evento                      | Marca        | Posição      | Marca     | Posição   | Marca       | Posição           |
| --- | --------------------------- | ------------ | ------------ | --------- | --------- | ----------- | ----------------- |
| Maria de Fátima Fonseca Chaves | 100 m T54                   |              |              | —         | —         |             |                   |
| Maria de Fátima Fonseca Chaves | 800 m T54                   |              |              | —         | —         |             |                   |
| Maria de Fátima Fonseca Chaves | 1500 m T54                  | 3:37.16      | 16º          | —         | —         | Não Avançou | Não Avançou       |
| Maria de Fátima Fonseca Chaves | 5000 m T54                  | 12:08.52     | 10º          | —         | —         |             |                   |
| Maria de Fátima Fonseca Chaves | Maratona T54                |              |              | —         | —         |             |                   |
| Alice de Oliveira Corrêa | 100 m T12                   | 12.31        | 1 Q          | 12.20     | 2 Q       | 12.26       | 4º                |
| Alice de Oliveira Corrêa | 200 m T12                   | 25.12        | 5º           | —         | —         | Não Avançou | Não Avançou       |
| Indayana Couto | 100 m T13                   |              |              | —         | —         |             |                   |
| Indayana Couto | 400 m T13                   |              |              | —         | —         |             |                   |
| Tascitha Oliveira Cruz | 100 m T36                   | 14.53        | 1 Q          | —         | —         | 15.28       | 6°                |
| Tascitha Oliveira Cruz | 200 m T36                   | 31.39        | 5°           | —         | —         | 31.34       | 5º                |
| Edneusa de Jesus Santos Dorta | 400 m T12                   |              |              | —         | —         |             |                   |
| Edneusa de Jesus Santos Dorta | 1500 m T13                  |              |              | —         | —         |             |                   |
| Edneusa de Jesus Santos Dorta | Maratona T12                | —            | —            | —         | —         | 3:18:38     | Medalha de bronze |
| Sheila Finder | 100 m T47                   | 13.09        | 7º           | —         | —         | 13.27       | 6º                |
| Sheila Finder | 200 m T47                   |              |              | —         | —         |             |                   |
| Terezinha Guilhermina Guias: Rafael Lazarini / Rodrigo Chieregatto                                                                      | 100 m T11                   | 12.19        | 2 Q          | 12.10     | 3 Q       | DSQ         |                   |
| Terezinha Guilhermina Guias: Rafael Lazarini / Rodrigo Chieregatto                                                                      | 200 m T11                   | 25.07        | 1º q         | 24.86     | 1º q      | DSQ         | DSQ               |
| Terezinha Guilhermina Guias: Rafael Lazarini / Rodrigo Chieregatto                                                                      | 400 m T11                   | 57.87        | 3ºq          | —         | —         | 57.97       | Medalha de bronze |
| Verônica Hipólito | 100 m T38                   | 12.84 PR, RR | 1 Q          | —         | —         | 12.88       | Medalha de prata  |
| Verônica Hipólito | 400 m T38                   | —            | —            | —         | —         | 1:03.14     | Medalha de bronze |
| Aline Rocha | 100 m T54                   |              |              | —         | —         |             |                   |
| Aline Rocha | 400 m T54                   |              |              | —         | —         |             |                   |
| Aline Rocha | 800 m T54                   |              |              | —         | —         |             |                   |
| Aline Rocha | 1500 m T54                  | 3:30.40      | 5º           | —         | —         | 3:27.61     | 9º                |
| Aline Rocha | 5000 m T54                  | 12:16.03     | 12º          | —         | —         | Não Avançou | Não Avançou       |
| Aline Rocha | Maratona T54                |              |              | —         | —         |             |                   |
| Thalita Vitória Simplício da Silva | 200 m T11                   |              |              |           |           |             |                   |
| Thalita Vitória Simplício da Silva | 400 m T11                   | 58.71        | 4º q         | bye       | bye       | DSQ         |                   |
| Jerusa Geber Santos | 100 m T11                   | 12.34        | 1 Q          | 12.23     | 2         | Não Avançou | Não Avançou       |
| Jerusa Geber Santos | 200 m T11                   | 26.60        | 9º Q         | 25.76     | 7º        | Não Avançou | Não Avançou       |
| Jenifer Santos | 100 m T38                   | 13.62        | 4            | —         | —         | 13.61       | 8                 |
| Teresinha de Jesus Correia dos Santos                                                                                                   | 100 m T47                   | 12.86        | 3 Q          | —         | —         | 12.84       | Medalha de bronze |
| Teresinha de Jesus Correia dos Santos                                                                                                   | 200 m T47                   | DNS          | DNS          | —         | —         | Não Avançou | Não Avançou       |
| Teresinha de Jesus Correia dos Santos                                                                                                   | 400 m T47                   |              |              | —         | —         |             |                   |
| Ana Cláudia Maria da Silva | 100 m T42                   |              |              | —         | —         |             |                   |
| Lorena Salvatini Spoladore | 100 m T11                   | 12.49        | 1 Q          | 12.38     | 3         | Não Avançou | Não Avançou       |
| Lorena Salvatini Spoladore | 400 m T11                   | DNS          | DNS          | DNS       | DNS       | DNS         | DNS               |
| Renata Bazone Teixeira | 1500 m T11                  | 5:06.09      | 5º Q         | —         | —         |             |                   |
| Alice de Oliveira Corrêa Indayana Couto Terezinha Guilhermina Silvânia Costa de Oliveira Jerusa Geber Santos Lorena Salvatini Spoladore | Revezamento 4x100 m T11-T13 | —            | —            | —         | —         | 47.57       | Medalha de prata  |
| |                             |              |              |           |           |             |                   |

Campo
| Atletas                            | Evento                     | Pontos | Marca    | Posição           |
| ---------------------------------- | -------------------------- | ------ | -------- | ----------------- |
| Izabela Campos                     | Arremesso de peso F11-12   | —      | 10.11    | 11                |
| Izabela Campos                     | Arremesso de disco F11     | —      | 32.60    | Medalha de bronze |
| Sheila Finder                      | Salto em distância T47     | —      | 5.00     | 9                 |
| Shirlene Coelho                    | Arremesso de peso F37      | —      | 10.91    | 4                 |
| Shirlene Coelho                    | Arremesso de disco F37-38  |        |          |                   |
| Shirlene Coelho                    | Lançamento de dardo F37    | —      | 37.57 SB | Medalha de ouro   |
| Verônica Hipólito                  | Salto em distância T38     | —      | 4.37     | 8                 |
| Poliana Jesus                      | Arremesso de peso F54      | —      | 5.70     | 6                 |
| Poliana Jesus                      | Arremesso de disco F54-55  |        | 5.70     | 6                 |
| Poliana Jesus                      | Lançamento de dardo F54    | —      | 13.96    | 5                 |
| Raíssa Rocha Machado               | Lançamento de dardo F55-56 | —      | 18.57    | 6                 |
| Marivana Oliveira                  | Arremesso de peso F35      | —      | 9.28     | Medalha de bronze |
| Silvânia Costa de Oliveira         | Salto em distância T11     | —      | 4.98     | Medalha de ouro   |
| Silvânia Costa de Oliveira         | Arremesso de peso F11-12   |        |          |                   |
| Kelly Cristina Peixoto             | Arremesso de peso F41      | —      | 7.94     | 5º                |
| Kelly Cristina Peixoto             | Arremesso de disco F40-41  |        |          |                   |
| Roseane Santos                     | Arremesso de peso F56-57   | —      | 8.36     | 7                 |
| Roseane Santos                     | Arremesso de disco F56-57  | —      | 25.16    | 7º                |
| Thalita Vitória Simplício da Silva | Salto em distância T11     | —      | 4.54     | 5º                |
| Ana Cláudia Maria da Silva         | Salto em distância T42     | —      | 3.62     | 5°                |
| Jenifer Santos                     | Salto em distância T38     | —      | 4.43     | 7º                |
| Lorena Salvatini Spoladore         | Salto em distância T11     | —      | 4.71     | Medalha de bronze |

## Basquetebol em cadeira de rodas

### Masculino
A Seleção Brasileira de Basquetebol em cadeira de rodas Masculino se classificou para a Paralímpiadas Rio 2016 em virtude de ser o país anfitrião. O Brasil teve a escolha de qual grupo eles queriam ser. Eles estavam em parceria com a Espanha, que seria o grupo que o Brasil não selecionar. O Brasil escolheu o Grupo B, que inclui o Irã, os Estados Unidos, Grã-Bretanha, Alemanha e Argélia.
| Time               | J | V | D | PF  | PC  | PD  | Pts | Desempate |
| ------------------ | - | - | - | --- | --- | --- | --- | --------- |
| GBR Grã-Bretanha   | 2 | 2 | 0 | 177 | 91  | +86 | 4   |           |
| USA Estados Unidos | 2 | 2 | 0 | 152 | 90  | +62 | 4   |           |
| IRI Irã            | 2 | 1 | 1 | 129 | 147 | +18 | 3   |           |
| GER Alemanha       | 2 | 0 | 2 | 115 | 146 | +31 | 2   |           |
| BRA Brasil         | 1 | 0 | 1 | 38  | 75  | −37 | 1   |           |
| ALG Argélia        | 1 | 0 | 1 | 31  | 93  | −62 | 1   |           |

| 08 de setembro de 2016 | Brasil BRA                                    | 38-75  | USA Estados Unidos                    | Rio Arena, Rio         |
| 15:15                  | Candido Sanchez 12 De Miranda 13 De Miranda 5 | Report | Turek, Bell 15 Turek, Serio 7 Serio 7 | Árbitro: Juan Uruneula |

| 09 de setembro de 2016 | Argélia ALG | 43-82  | BRA Brasil | Rio Arena, Rio           |
| 21:00                  |             | Report |            | Árbitro: Nureddin Bilmez |

| 11 de setembro de 2016 | Brasil BRA | 73-50  | IRI Irã | Rio Arena, Rio |
| 15:15                  |            | Report |         |                |

| 12 de setembro de 2016 | Brasil BRA | 61-73  | GER Alemanha | Rio Arena, Rio |
| 21:45                  |            | Report |              |                |

Quartas de finais
| 14 de setembro de 2016 | Turquia TUR | 65-49  | BRA Brasil | Rio Arena, Rio |
| 21:00                  |             | Report |            |                |

Disputa pelo 5º lugar
| 15 de setembro de 2016 | Austrália AUS | - | BRA Brasil | Rio Arena, Rio |
|                        |               |   |            |                |

### Feminino
A Seleção Brasileira de Basquetebol em cadeira de rodas Feminino se classificou para a Paralímpiadas Rio 2016 em virtude de ser o país anfitrião. O Brasil teve a escolha de qual grupo eles queriam ser. Eles estavam em parceria com a Argélia, que seria colocado no grupo que não escolheu. O Brasil escolheu o Grupo A, que inclui Canadá, Alemanha, Grã-Bretanha e Argentina. A Argélia acabou no Grupo B com os Estados Unidos, Holanda, França e China.
| Time             | J | V | D | PF  | PC  | PD   | Pts | Desempate |
| ---------------- | - | - | - | --- | --- | ---- | --- | --------- |
| GBR Grã-Bretanha | 2 | 1 | 1 | 115 | 63  | +52  | 3   |           |
| BRA Brasil       | 2 | 1 | 1 | 117 | 96  | +21  | 3   |           |
| GER Alemanha     | 1 | 1 | 0 | 77  | 32  | +45  | 2   |           |
| CAN Canadá       | 1 | 1 | 0 | 43  | 36  | +7   | 2   |           |
| ARG Argentina    | 2 | 0 | 2 | 39  | 164 | −125 | 1   |           |

| 08 de setembro de 2016 | Brasil BRA                     | 85–19  | ARG Argentina                 | Rio Arena, Rio      |
| 12:15                  | Almeida 31 Almeida 7 Santana 6 | Report | Pallares 7 Pallares 7 Perez 2 | Árbitro: Matt Wells |

| 09 de setembro de 2016 | Alemanha GER                               | 77–32  | BRA Brasil                                                        | Rio Arena, Rio       |
| 15:15                  | Mohnen 21 Mohnen, Miller 7 Mohnen, Zeyen 7 | Report | Almeida 7 Almeida, Assuncao 4 Assuncao, Costa, Martins, Almeida 1 | Árbitro: Tomas Pajer |

| 11 de setembro de 2016 | Brasil BRA | 32-63  | GBR Grã-Bretanha | Rio Arena, Rio |
| 21:30                  |            | Report |                  |                |

| 12 de setembro de 2016 | Canadá CAN | 82-49  | BRA Brasil | Rio Arena, Rio |
| 11:45                  |            | Report |            |                |

Quartas de finais
| 13 de setembro de 2016 | Estados Unidos USA | 66-35  | BRA Brasil | Rio Arena, Rio |
| 21:00                  |                    | Report |            |                |

Disputa pelo 7º lugar
| 14 de setembro de 2016 | França FRA | - | BRA Brasil | Rio Arena, Rio |
|                        |            |   |            |                |

## Bocha
Individual
| Atletas                        | Evento         | Fase de Grupos/ Eliminatória                         | 16 Avos              | Oitavas de final     | Quartas de final     | Semifinal            | 3°lugar Final        | 3°lugar Final |
| Atletas                        | Evento         | Adversário Resultado                                 | Adversário Resultado | Adversário Resultado | Adversário Resultado | Adversário Resultado | Adversário Resultado | Pos           |
| ------------------------------ | -------------- | ---------------------------------------------------- | -------------------- | -------------------- | -------------------- | -------------------- | -------------------- | ------------- |
| Guilherme Germano Moraes       | Individual BC1 |                                                      |                      |                      |                      |                      |                      |               |
| José Carlos Chagas de Oliveira | Individual BC1 | CHN Sun V 3-2 JPN FujiiV 5-1 THA TadtongD 1-8        | bye                  | bye                  | POR MarquesD 3-4     | Não Avançou          | Não Avançou          | Não Avançou   |
| Lucas Ferreira de Araújo       | Individual BC2 | POR Valente D 1-4 CHN ZhongV 9-0                     | Não Avançou          | Não Avançou          | Não Avançou          | Não Avançou          | Não Avançou          | Não Avançou   |
| Maciel Sousa Santos            | Individual BC2 | ARG Gonzalez V 7-2 KOR JeongD 3-4                    | Não Avançou          | Não Avançou          | Não Avançou          | Não Avançou          | Não Avançou          | Não Avançou   |
| Antônio Leme                   | Individual BC3 | SIN Ning Toh D 2-6 SWE BjurstroemD 0-5               | Não Avançou          | Não Avançou          | Não Avançou          | Não Avançou          | Não Avançou          | Não Avançou   |
| Evelyn de Oliveira             | Individual BC3 | CZE Vasicek V 6-1 POR CostaV 6-1                     | bye                  | bye                  | KOR JeongD 0-6       | Não Avançou          | Não Avançou          | Não Avançou   |
| Evani Soares da Silva          | Individual BC3 |                                                      |                      |                      |                      |                      |                      |               |
| Dirceu Pinto                   | Individual BC4 | HKG Lau D 2-9 POR ClaraD 5-6 GBR McGuire D 2-6       | Não Avançou          | Não Avançou          | Não Avançou          | Não Avançou          | Não Avançou          | Não Avançou   |
| Eliseu dos Santos              | Individual BC4 | GBR Steer V 10-0 SVK AndrejcikD 1-7 THA Larpyen D2-5 | Não Avançou          | Não Avançou          | Não Avançou          | Não Avançou          | Não Avançou          | Não Avançou   |
| Marcelo dos Santos             | Individual BC4 |                                                      |                      |                      |                      |                      |                      |               |

Pares e Equipes
| Atletas                                                                                              | Evento        | Fase de Grupos/ Eliminatória                                | Fase de Grupos/ Eliminatória | Quartas de final     | Semifinal              | 3°lugar Final           | 3°lugar Final    |
| Atletas                                                                                              | Evento        | Adversário Resultado                                        | Pos                          | Adversário Resultado | Adversário Resultado   | Adversário Resultado    | Pos              |
| --- | ------------- | ----------------------------------------------------------- | ---------------------------- | -------------------- | ---------------------- | ----------------------- | ---------------- |
| Lucas Ferreira de Araújo Guilherme Germano Moraes José Carlos Chagas de Oliveira Maciel Sousa Santos | Equipes BC1-2 | HKG Hong Kong V 5-4 ESP Espanha V 8-1                       | 1º                           | POR PortugalD 5-6    | Não Avançou            | Não Avançou             | Não Avançou      |
| Antônio Leme Evelyn de Oliveira Evani Soares da Silva                                                | Pares BC3     | BEL Bélgica V 4-2 CAN Canadá V 11-2 KOR Coreia do Sul D 1-4 | 2º                           | bye                  | SIN Singapura V 6-2    | KOR Coreia do Sul V 5-2 | Medalha de ouro  |
| Dirceu Pinto Eliseu dos Santos Marcelo dos Santos                                                    | Pares BC4     | CAN Canadá V 4-3 THA Tailândia D 2-4 CHN China E 4-4        | 2º                           | bye                  | GBR Grã-Bretanha V 4-2 | SVK Eslováquia D 2-5    | Medalha de prata |

## Canoagem
| Atletas                        | Evento        | Preliminares | Preliminares | Repescagem | Repescagem | Final       | Final             |
| Atletas                        | Evento        | Marca        | Posição      | Marca      | Posição    | Marca       | Posição           |
| ------------------------------ | ------------- | ------------ | ------------ | ---------- | ---------- | ----------- | ----------------- |
| Luís Carlos Cardoso da Silva   | KL1 masculino | 54.887       | 1º q         | bye        | bye        |             |                   |
| Igor Alex Tofalini             | KL2 masculino | 54.887       | 6º           | 49.870     |            | Não Avançou | Não Avançou       |
| Caio Ribeiro de Carvalho       | KL3 masculino | 43.033       | 2º q         | bye        | bye        | 40.199      | Medalha de bronze |
| Debora Raiza Ribeiro Benevides | KL1 feminino  |              |              |            |            |             |                   |
| Mari Christina Santilli        | KL3 feminino  | 57.312       | 9°           | 57.357     | 6          | Não Avançou | Não Avançou       |

## Ciclismo

### Estrada
| Atletas            | Evento                                    | Tempo    | Posição           |
| ------------------ | ----------------------------------------- | -------- | ----------------- |
| Lauro Cesar Chaman | Corrida em estrada masculino C4-5         | 2:13:46  | Medalha de prata  |
| Lauro Cesar Chaman | Contrarrelógio em estrada masculino C5    | 37:37.43 | Medalha de bronze |
| Soelito Gohr       | Corrida em estrada masculino C4-5         | 2:24:25  | 14º               |
| Soelito Gohr       | Contrarrelógio em estrada masculino C5    | 40:49.70 | 9º                |
| Jady Malavazzy     | Corrida em estrada feminino H1-2-3-4      | 1:27:19  | 10º               |
| Jady Malavazzy     | Contrarrelógio em estrada feminino H1-2-3 | 35:33.29 | 6º                |

### Pista
| Atletas            | Evento                                 | Qualificação | Qualificação | Final            | Final       |
| Atletas            | Evento                                 | Marca        | Posição      | Adversário Marca | Posição     |
| ------------------ | -------------------------------------- | ------------ | ------------ | ---------------- | ----------- |
| Lauro Cesar Chaman | Perseguição masculino C5               | 4:41.697     | 4º Q         | 4:43.257         | 4º          |
| Lauro Cesar Chaman | Contrarrelógio em pista masculino C4-5 | —            | —            | 1:09.423         | 12º         |
| Soelito Gohr       | Perseguição masculino C5               | 4:58.969     | 9º           | Não Avançou      | Não Avançou |
| Soelito Gohr       | Contrarrelógio em pista masculino C4-5 | —            | —            | 1:13.425         | 18º         |

## Esgrima em cadeira de rodas
Masculino
| Atletas                                            | Evento             | Fase de Grupos Eliminatória | Fase de Grupos Eliminatória | Fase de Grupos Eliminatória | Oitavas de final     | Quartas de final                      | Semifinal            | 3°lugar Final        | 3°lugar Final |
| Atletas                                            | Evento             | Adversário                  | Resultado                   | Posição                     | Adversário Resultado | Adversário Resultado                  | Adversário Resultado | Adversário Resultado | Pos           |
| -------------------------------------------------- | ------------------ | --------------------------- | --------------------------- | --------------------------- | -------------------- | ------------------------------------- | -------------------- | -------------------- | ------------- |
| Vanderson Luís Chaves                              | Florete B          | BRA Guissone V 5-4          | 5º                          | Não Avançou                 | Não Avançou          | Não Avançou                           | Não Avançou          | Não Avançou          | Não Avançou   |
| Vanderson Luís Chaves                              | Florete B          | POL Gaworski D 2-5          | 5º                          | Não Avançou                 | Não Avançou          | Não Avançou                           | Não Avançou          | Não Avançou          | Não Avançou   |
| Vanderson Luís Chaves                              | Florete B          | ITA Cima D 0-5              | 5º                          | Não Avançou                 | Não Avançou          | Não Avançou                           | Não Avançou          | Não Avançou          | Não Avançou   |
| Vanderson Luís Chaves                              | Florete B          | CHN Hu D 1-5                | 5º                          | Não Avançou                 | Não Avançou          | Não Avançou                           | Não Avançou          | Não Avançou          | Não Avançou   |
| Sandro Colaço                                      | Espada A           | GBR Gilliver D 0-5          | 5º                          | Não Avançou                 | Não Avançou          | Não Avançou                           | Não Avançou          | Não Avançou          | Não Avançou   |
| Sandro Colaço                                      | Espada A           | POL Pender D 0-5            | 5º                          | Não Avançou                 | Não Avançou          | Não Avançou                           | Não Avançou          | Não Avançou          | Não Avançou   |
| Sandro Colaço                                      | Espada A           | FRA Citerne D 4-5           | 5º                          | Não Avançou                 | Não Avançou          | Não Avançou                           | Não Avançou          | Não Avançou          | Não Avançou   |
| Sandro Colaço                                      | Espada A           | CHN Tian D 1-5              | 5º                          | Não Avançou                 | Não Avançou          | Não Avançou                           | Não Avançou          | Não Avançou          | Não Avançou   |
| Sandro Colaço                                      | Espada A           | HUN Mato V 5-4              | 5º                          | Não Avançou                 | Não Avançou          | Não Avançou                           | Não Avançou          | Não Avançou          | Não Avançou   |
| Fábio Luiz Damasceno                               | Espada A           | FRA Noble D 1-5             | 5º                          | Não Avançou                 | Não Avançou          | Não Avançou                           | Não Avançou          | Não Avançou          | Não Avançou   |
| Fábio Luiz Damasceno                               | Espada A           | ITA Betti D 2-5             | 5º                          | Não Avançou                 | Não Avançou          | Não Avançou                           | Não Avançou          | Não Avançou          | Não Avançou   |
| Fábio Luiz Damasceno                               | Espada A           | CHN Sun D 1-5               | 5º                          | Não Avançou                 | Não Avançou          | Não Avançou                           | Não Avançou          | Não Avançou          | Não Avançou   |
| Fábio Luiz Damasceno                               | Espada A           | CAN Hebert D 1-5            | 5º                          | Não Avançou                 | Não Avançou          | Não Avançou                           | Não Avançou          | Não Avançou          | Não Avançou   |
| Fábio Luiz Damasceno                               | Espada A           | IRQ Al-Madhkhoori D 0-5     | 5º                          | Não Avançou                 | Não Avançou          | Não Avançou                           | Não Avançou          | Não Avançou          | Não Avançou   |
| Jovane Guissone                                    | Espada B           | BRA Massarutt D 3-5         | 5º                          | Não Avançou                 | Não Avançou          | Não Avançou                           | Não Avançou          | Não Avançou          | Não Avançou   |
| Jovane Guissone                                    | Espada B           | FRA Cratere D 1-5           | 5º                          | Não Avançou                 | Não Avançou          | Não Avançou                           | Não Avançou          | Não Avançou          | Não Avançou   |
| Jovane Guissone                                    | Espada B           | POL Rzasa V 5-3             | 5º                          | Não Avançou                 | Não Avançou          | Não Avançou                           | Não Avançou          | Não Avançou          | Não Avançou   |
| Jovane Guissone                                    | Espada B           | IRQ Ali V 5-4               | 5º                          | Não Avançou                 | Não Avançou          | Não Avançou                           | Não Avançou          | Não Avançou          | Não Avançou   |
| Jovane Guissone                                    | Florete B          | BRA Chaves D 4-5            | 5º                          | Não Avançou                 | Não Avançou          | Não Avançou                           | Não Avançou          | Não Avançou          | Não Avançou   |
| Jovane Guissone                                    | Florete B          | UKR Morkvych D 0-5          | 5º                          | Não Avançou                 | Não Avançou          | Não Avançou                           | Não Avançou          | Não Avançou          | Não Avançou   |
| Jovane Guissone                                    | Florete B          | ITA Trigilia D 2 -5         | 5º                          | Não Avançou                 | Não Avançou          | Não Avançou                           | Não Avançou          | Não Avançou          | Não Avançou   |
| Jovane Guissone                                    | Florete B          | HUN Krajnyak D 1-5          | 5º                          | Não Avançou                 | Não Avançou          | Não Avançou                           | Não Avançou          | Não Avançou          | Não Avançou   |
| Jovane Guissone                                    | Florete B          | HKG Yu D 0-5                | 5º                          | Não Avançou                 | Não Avançou          | Não Avançou                           | Não Avançou          | Não Avançou          | Não Avançou   |
| Rodrigo Massarutt                                  | Espada B           | BRA Guissone V 5-3          | 10º                         | Não Avançou                 | Não Avançou          | Não Avançou                           | Não Avançou          | Não Avançou          | Não Avançou   |
| Rodrigo Massarutt                                  | Espada B           | POL Rzasa D 2-5             | 10º                         | Não Avançou                 | Não Avançou          | Não Avançou                           | Não Avançou          | Não Avançou          | Não Avançou   |
| Rodrigo Massarutt                                  | Espada B           | FRA Cratere D 2-5           | 10º                         | Não Avançou                 | Não Avançou          | Não Avançou                           | Não Avançou          | Não Avançou          | Não Avançou   |
| Rodrigo Massarutt                                  | Espada B           | IRQ Ali V 5-1               | 10º                         | Não Avançou                 | Não Avançou          | Não Avançou                           | Não Avançou          | Não Avançou          | Não Avançou   |
| Sandro Colaço Fábio Luiz Damasceno Jovane Guissone | Equipes masculinas | —                           | —                           | —                           | —                    |                                       |                      |                      |               |
| Sandro Colaço Fábio Luiz Damasceno Jovane Guissone | Equipes masculinas | —                           | —                           | —                           | —                    | FRA França D 20-45 GRE Grécia D 32-45 | Não Avançou          | Não Avançou          | Não Avançou   |

Feminino
| Atletas                                   | Evento            | Fase de Grupos/ Eliminatória | Fase de Grupos/ Eliminatória | Fase de Grupos/ Eliminatória | Oitavas de final     | Quartas de final                          | Semifinal            | 3°lugar Final        | 3°lugar Final |
| Atletas                                   | Evento            | Adversário                   | Resultado                    | Pos                          | Adversário Resultado | Adversário Resultado                      | Adversário Resultado | Adversário Resultado | Pos           |
| ----------------------------------------- | ----------------- | ---------------------------- | ---------------------------- | ---------------------------- | -------------------- | ----------------------------------------- | -------------------- | -------------------- | ------------- |
| Mônica Santos                             | Florete A         | CHN Zhang D 2-5              | 5º                           | Não Avançou                  | Não Avançou          | Não Avançou                               | Não Avançou          | Não Avançou          | Não Avançou   |
| Mônica Santos                             | Florete A         | UKR Morkvych D 0-5           | 5º                           | Não Avançou                  | Não Avançou          | Não Avançou                               | Não Avançou          | Não Avançou          | Não Avançou   |
| Mônica Santos                             | Florete A         | ITA Trigilia D 2 -5          | 5º                           | Não Avançou                  | Não Avançou          | Não Avançou                               | Não Avançou          | Não Avançou          | Não Avançou   |
| Mônica Santos                             | Florete A         | HUN Krajnyak D 1-5           | 5º                           | Não Avançou                  | Não Avançou          | Não Avançou                               | Não Avançou          | Não Avançou          | Não Avançou   |
| Mônica Santos                             | Florete A         | HKG Yu D 0-5                 | 5º                           | Não Avançou                  | Não Avançou          | Não Avançou                               | Não Avançou          | Não Avançou          | Não Avançou   |
| Karina Maia Suelen Rodolpho Mônica Santos | Equipes femininas | —                            | —                            | —                            | —                    |                                           |                      |                      |               |
| Karina Maia Suelen Rodolpho Mônica Santos | Equipes femininas | —                            | —                            | —                            | —                    | HKG Hong Kong D 17-45 POL Polônia D 25-45 | Não Avançou          | Não Avançou          | Não Avançou   |

## Futebol de 5
Brasil se classificou para os Jogos Paralímpicos por ser o pais anfitrião. Eles também se classificaram em seu direito próprio, vencendo as  IBSA Blind Football World Championships 2014 em Tóquio, Japão. Eles também se classificaram em virtude de ganhar os Jogos Parapan-Americanos de 2015 em Toronto, Canadá, o classificador regional para as Américas.
Fase de Grupos
| Equipe       | J | V | E | D | GP | GC | SG | Pts |
| ------------ | - | - | - | - | -- | -- | -- | --- |
| BRA Brasil   | 3 | 2 | 1 | 0 | 5  | 1  | +4 | 7   |
| IRI Irã      | 3 | 1 | 2 | 0 | 2  | 0  | +2 | 5   |
| TUR Turquia  | 2 | 0 | 1 | 1 | 0  | 2  | -2 | 1   |
| MAR Marrocos | 2 | 0 | 0 | 2 | 1  | 5  | -4 | 0   |

|  | Classificados às semifinais |
|  | Eliminados                  |

| 09 de setembro de 2016 | Brasil BRA                                | 3 - 1     | MAR Marrocos | Centro Olímpico de Tênis, Rio                  |
| 09:00                  | Ricardinho 31' · Jefinho 36' · Nonato 36' | Relatório | Hattab 13'   | Público: 2 569 Árbitro: ARG Mariano Travaglino |

| 11 de setembro de 2016 | Brasil BRA                        | 2 - 0     | TUR Turquia | Centro Olímpico de Tênis, Rio                 |
| 16:00                  | Ricardinho 13' · Cássio 37' (pen) | Relatório |             | Público: 2 596 Árbitro: FRA Francois Carcouet |

| 13 de setembro de 2016 | Brasil BRA | 0 - 0     | IRI Irã | Centro Olímpico de Tênis, Rio                  |
| 09:00                  |            | Relatório |         | Público: 2 355 Árbitro: ARG Mariano Travaglino |

Semifinal
| 15 de setembro de 2016 | Brasil BRA       | 2 - 1     | CHN China | Centro Olímpico de Tênis, Rio                  |
| 16:00                  | Jefinho 20', 30' | Relatório | Wang 14'  | Público: 3 026 Árbitro: ARG Mariano Travaglino |

Final
| 17 de setembro de 2016 | Brasil BRA     | 1 - 0     | IRI Irã | Centro Olímpico de Tênis, Rio                  |
| 17:00                  | Ricardinho 12' | Relatório |         | Público: 3 118 Árbitro: ARG Mariano Travaglino |

## Futebol de 7

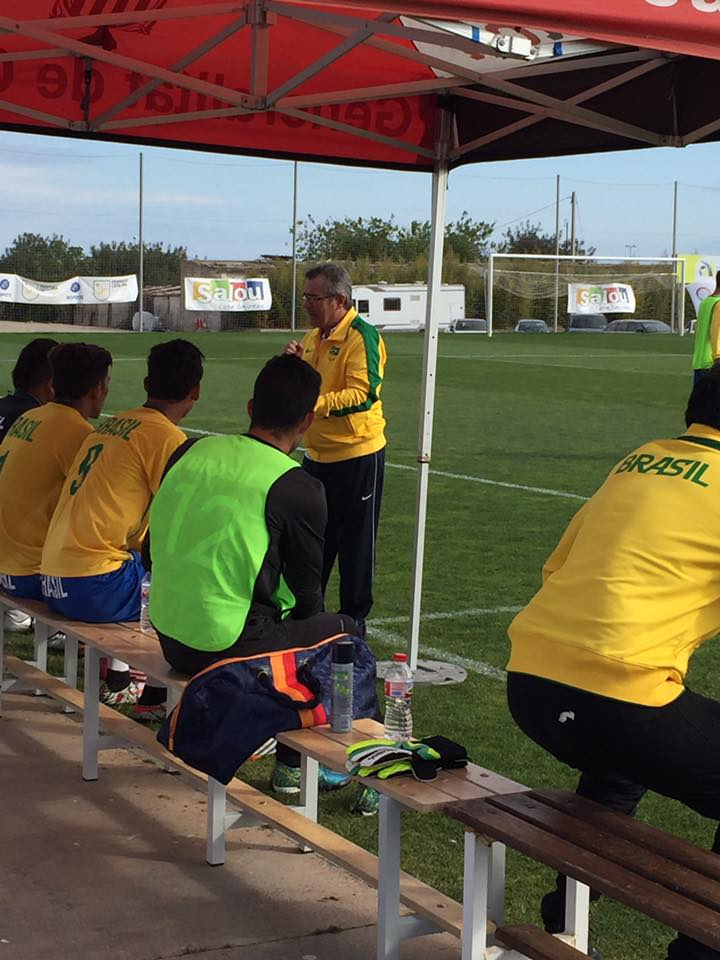
O Brasil durante o intervalo de um jogo no IFCPF Pré Paralímpico Torneio Salou 2016, o último grande torneio de preparação para os Jogos do Rio.

O Brasil se classificou automaticamente, por ser o país anfitrião. Jan Francisco Brito da Costa é o melhor jogador para o Brasil, e dominado no Campeonato Mundial de 2015. Sua equipe terminou em terceiro lugar no 2015 CP Football World Championships.
O torneio onde o sorteio ocorreu em destaque 7 dos 8 equipes participantes no Rio. Foi o último grande evento de preparação antes dos Jogos no Rio para todas as equipes participantes. O Brasil terminou em segundo lugar, depois de perder 0-2 à Ucrânia 1º lugar. Sua lista para este torneio incluído Moacir, Jonatas, Felipe, José Carlos, Diego, Leandrinho, Fabrizio, Evandro, Wanderson, Gabriel, e Gilvano. Indo para os Jogos do Rio, o país foi classificado em terceiro lugar no mundo.
Fase de Grupos
| Time             | J | V | E | D | GP | GC | SG  | Pts |
| ---------------- | - | - | - | - | -- | -- | --- | --- |
| UKR Ucrânia      | 3 | 3 | 0 | 0 | 10 | 2  | +8  | 9   |
| BRA Brasil       | 3 | 2 | 0 | 1 | 10 | 4  | +6  | 6   |
| GBR Grã-Bretanha | 3 | 1 | 0 | 2 | 7  | 5  | +2  | 3   |
| IRL Irlanda      | 3 | 0 | 0 | 3 | 2  | 18 | −16 | 0   |

|  | Classificados às semifinais |
|  | Eliminados                  |

| 8 de setembro de 2016 | Brasil BRA                  | 2 - 1     | GBR Grã-Bretanha | Estádio de Deodoro, Rio de Janeiro                 |
| 10:00                 | Leandrinho 10' · Maycon 22' | Relatório | Porcher 33'      | Público: 2 320 pessoas Árbitro: ARG Jorge Barbisan |

| 10 de setembro de 2016 | Irlanda IRL  | 1 - 7     | BRA Brasil                                                              | Estádio de Deodoro, Rio de Janeiro               |
| 19:00                  | Sheridan 50' | Relatório | Wanderson 5', 49' · Leandrinho 17', 53' · Diego 20' · Fabrizio 34', 41' | Público: 11 059 Árbitro: CAN Skye Arthur-Banning |

| 12 de setembro de 2016 | Ucrânia UKR                      | 2 - 1     | BRA Brasil | Estádio de Deodoro, Rio de Janeiro       |
| 19:00                  | Krasylnykov 7' · Kahramanian 24' | Relatório | Wesley 59' | Público: 7 044 Árbitro: GBR Ross Haswell |

Semifinal
| 14 de setembro de 2016 | Irã IRI                                              | 5 - 0     | BRA Brasil | Estádio de Deodoro, Rio de Janeiro       |
| 19:00                  | Atashafrouz 14' · Jamali 30', 37', 53' · Tiz Bor 48' | Relatório |            | Público: 3 965 Árbitro: GBR Ross Haswell |

Disputa pelo bronze
| 16 de setembro de 2016 | Países Baixos NED | 1 - 3     | BRA Brasil              | Estádio de Deodoro, Rio de Janeiro         |
| 14:00                  | Schuitert 54'     | Relatório | Leandrinho 1', 49', 56' | Público: 6 737 Árbitro: ARG Jorge Barbisan |

## Goalball

### Masculino
Romário Diego Marques é um dos membros da Seleção Brasileira de Goalball Masculino. ele foi convocado após fazer parte do time que ficou em segundo lugar nos Jogos Paralímpicos de Verão de 2012 e da equipe que foi campeã do Campeonato Mundial em 2014. O time já havia se classificado como país anfitrião e também como o atual campeão Pan-Americano.
Predefinição:Jogos Paralímpicos de Verão de 2016 - goalbol masculino grupo A classificação
Predefinição:Jogos Paralímpicos de Verão de 2016 - goalbol masculino jogo A1
Predefinição:Jogos Paralímpicos de Verão de 2016 - goalbol masculino jogo A3
Predefinição:Jogos Paralímpicos de Verão de 2016 - goalbol masculino jogo A6
Predefinição:Jogos Paralímpicos de Verão de 2016 - goalbol masculino jogo A9

### Feminino
O Seleção Brasileira de Goalball Feminino qualificou-se para os Jogos do Rio por ser o pais anfitrião.Mesmo ficando em segundo lugar nos Jogos Parapan-Americanos de 2015,a vaga seria da equipe automaticamente.
| Pos | Equipe             | Pts | J | V | E | D | GP | GC | SG | Classificado     |
| --- | ------------------ | --- | - | - | - | - | -- | -- | -- | ---------------- |
| 1   | BRA Brasil         | 3   | 1 | 1 | 0 | 0 | 7  | 3  | +4 | Quartas de final |
| 2   | JPN Japão          | 1   | 1 | 0 | 1 | 0 | 1  | 1  | 0  | Quartas de final |
| 3   | ISR Israel         | 1   | 1 | 0 | 1 | 0 | 1  | 1  | 0  | Quartas de final |
| 4   | USA Estados Unidos | 0   | 1 | 0 | 0 | 1 | 3  | 7  | −4 | Quartas de final |
| 5   | ALG Argélia        | 0   | 0 | 0 | 0 | 0 | 0  | 0  | 0  |                  |

Predefinição:2016 Summer Paralympics women's goalball game C1
Predefinição:2016 Summer Paralympics women's goalball game C4
Predefinição:2016 Summer Paralympics women's goalball game C7
Predefinição:2016 Summer Paralympics women's goalball game C10

## Hipismo
Individual
| Atletas                       | Cavalo        | Evento                      | Total     | Total             |
| Atletas                       | Cavalo        | Evento                      | Resultado | Pos               |
| ----------------------------- | ------------- | --------------------------- | --------- | ----------------- |
| Marcos Fernandes Alves        | Up to Date    | Concurso Individual Ib      | 68.897    | 6º                |
| Marcos Fernandes Alves        | Up to Date    | Estilo livre individual Ib  | 67.700    | 7º                |
| Vera Lúcia Martins Mazzilli   | Ballantine    | Concurso Individual Ia      | 67.130    | 12º               |
| Vera Lúcia Martins Mazzilli   | Ballantine    | Estilo livre individual Ia  |           |                   |
| Sérgio Fróes Ribeiro de Oliva | Coco Chanel M | Concurso Individual Ia      | 73.826    | Medalha de bronze |
| Sérgio Fróes Ribeiro de Oliva | Coco Chanel M | Estilo livre individual Ia  | 75.150    | Medalha de bronze |
| Rodolfo Riskalla              | Warenne       | Concurso Individual III     | 68.366    | 11º               |
| Rodolfo Riskalla              | Warenne       | Estilo livre individual III |           |                   |

Equipes
| Atletas                       | Cavalo    | Evento               | Pontuação individual | Pontuação individual | Pontuação individual | Total     | Total |
| Atletas                       | Cavalo    | Evento               | CQ                   | CI                   | Total                | Resultado | Pos   |
| ----------------------------- | --------- | -------------------- | -------------------- | -------------------- | -------------------- | --------- | ----- |
| Marcos Fernandes Alves        | See above | Concurso por equipes | 66.840               | 68.897               | 135.737              | 418.693   | 7º    |
| Vera Lúcia Martins Mazzilli   | See above | Concurso por equipes | 68.913               | 67.130               | 136.043              | 418.693   | 7º    |
| Sérgio Fróes Ribeiro de Oliva | See above | Concurso por equipes | 73.087               | 73.826               | 146.913              | 418.693   | 7º    |
| Rodolfo Riskalla              | See above | Concurso por equipes | 68.366               | 66.737               | 135.103              | 418.693   | 7º    |

## Judô
Masculino
| Atletas                       | Evento  | Preliminares                  | Fase de 16               | Quartas               | Semifinais             | Repescagem           | Bronze               | Final                     | Final            |
| Atletas                       | Evento  | Adversário resultado          | Adversário resultado     | Adversário resultado  | Adversário resultado   | Adversário resultado | Adversário resultado | Adversário resultado      | Pos              |
| ----------------------------- | ------- | ----------------------------- | ------------------------ | --------------------- | ---------------------- | -------------------- | -------------------- | ------------------------- | ---------------- |
| Rayfran Mesquita Pontes       | -60 kg  | MGL Bolormaa L 000–100        | Não avançou              | Não avançou           | Não avançou            | Não avançou          | Não avançou          | Não avançou               |                  |
| Halyson Oliveira Boto         | -66 kg  | POR Vieira W 100–000          | AZE Mustafayev L 000–010 | Não avançou           | Bye                    | KOR Park L 000–100   | Não avançou          | Não avançou               | 7                |
| Abner Nascimento de Oliveira  | –73 kg  | VEN Briceño L 000–100         | Não avançou              | Não avançou           | Não avançou            | Não avançou          | Não avançou          | Não avançou               |                  |
| Harlley Damião Pereira Arruda | –81 kg  | ARG Effron L 000–100          | Não avançou              | Não avançou           | Não avançou            | Não avançou          | Não avançou          | Não avançou               |                  |
| Arthur Cavalcante da Silva    | –90 kg  | ESP Vásquez Cortijo W 101–000 | UKR Nazarenko L 000–100  | Não avançou           | Não avançou            | GBR Ingram L 000–100 | Não avançou          | Não avançou               | 7                |
| Antônio Tenório               | –100 kg | GER Upmann W 100–000          | GBR Skelley W 000–000    | GER Upmann W 000–000  | UZB Sharipov W 100–000 | Bye                  | Bye                  | KOR Choi L 000–100        | Medalha de prata |
| Willians Silva de Araújo      | +100 kg | Bye                           | IRQ Albdoor W 100–000    | CUB Jimenez W 100–000 | Bye                    | Bye                  | Bye                  | UZB Tuledibayev L 000–100 | Medalha de prata |

Feminino
| Atleta                     | Evento | Quartas de final         | Semifinais            | Repescagem           | 3°lugar Final            | 3°lugar Final    |
| -------------------------- | ------ | ------------------------ | --------------------- | -------------------- | ------------------------ | ---------------- |
| Atleta                     | Evento | Adversário resultado     | Adversário resultado  | Adversário resultado | Adversário resultado     | Pos              |
| Karla Ferreira Cardoso     | -48 kg | UKR Halinska L 000–100   | Não avançou           | TUR Tasin L 000–100  | Não avançou              | Não avançou      |
| Michele Aparecida Ferreira | -52 kg | GER Brussig L 000–100    | Não avançou           | JPN Ishi W 001–000   | ALG Abdellaoui L 000–001 | 5                |
| Lúcia da Silva Teixeira    | -57 kg | CHN Wang W 000–000 S     | JPN Hirose W 100–000  | Bye                  | UKR Cherniak L 000–100   | Medalha de prata |
| Alana Martins Maldonado    | -70 kg | GBR Greenhough W 101–000 | HUN Szabo W 000–000 S | Bye                  | MEX Ruvalcaba L 001–100  | Medalha de prata |
| Deanne Silva de Almeida    | +70 kg | USA Jung W 100–000       | CHN Yang L 000–100    | USA Garcia L 001–101 | Não avançou              | 5                |

## Levantamento de peso
| Atletas                  | Evento           | Total levantado | Posição          |
| ------------------------ | ---------------- | --------------- | ---------------- |
| Bruno Carra              | –84 kg masculino | 162             | 4º               |
| Evanio da Silva          | –88 kg masculino | 210             | Medalha de prata |
| Terezinha Santos         | –67 kg feminino  | 93              | 5º               |
| Márcia Cristina da Silva | –79 kg feminino  | DNS             | DNS              |

## Natação
Daniel Dias é um nadador brasileira favorito vai para os Jogos Paralímpicos do Rio. Nadadores brasileiros competirão no Campeonatos Mundiais de Natação 2015 IPC como parte de seus esforços de preparação para o Rio de Janeiro. Matheus Sousa foi um nadador a conquisatr a marca A no Evento, terminando em segundo nos 100 metros livre masculino classe S11 com a Marca 0:59.20.
Masculino
| Atletas                                                 | Evento                           | Preliminares | Preliminares | Final       | Final             |
| Atletas                                                 | Evento                           | Marca        | Posição      | Marca       | Posição           |
| ------------------------------------------------------- | -------------------------------- | ------------ | ------------ | ----------- | ----------------- |
| André Brasil                                            | 50 m livre S10                   | 24s36        | 5º Q         | 23.78       | 4º                |
| André Brasil                                            | 100 m livre S10                  | 54s53        | 5º Q         | 51.37       | Medalha de prata  |
| André Brasil                                            | 400 m livre S10                  | 4:13.34      | 7º q         | 4:11.12     | 7º                |
| André Brasil                                            | 100 m costas S10                 | 1:01.08      | 6º Q         | 59.55       | 4º                |
| André Brasil                                            | 100 m borboleta S10              | 58.27        | 3º           | 56.50       | Medalha de bronze |
| André Brasil                                            | 200 m medley SM10                |              |              |             |                   |
| Daniel Dias                                             | 50 m livre S5                    | 33.55        | 1º q         | 32.78       | Medalha de ouro   |
| Daniel Dias                                             | 100 m livre S5                   | 1:15.08      | 1º q         | 1:10.11     | Medalha de ouro   |
| Daniel Dias                                             | 200 m livre S5                   | 2:39.35      | 1° Q         | 2:27.88     | Medalha de ouro   |
| Daniel Dias                                             | 50 m costas S5                   | 36.46        | 1° Q         | 35.40       | Medalha de ouro   |
| Daniel Dias                                             | 100 m peito SB4                  | 1:36.54      | 3º Q         | 1:36.13     | Medalha de prata  |
| Daniel Dias                                             | 50 m borboleta S5                | 36.86        | 3º Q         | 35.62       | Medalha de bronze |
| Carlos Farrenberg                                       | 50 m livre S13                   | 24.41        | 1º Q         | 24.17       | Medalha de prata  |
| Carlos Farrenberg                                       | 100 m livre S13                  | 53.63        | 3º Q         | 53.81       | 5º                |
| Carlos Farrenberg                                       | 400 m livre S13                  |              |              |             |                   |
| Carlos Farrenberg                                       | 100 m borboleta S13              |              |              |             |                   |
| Vanilton Filho                                          | 50 m livre S9                    | 26.69        | 6º           | Não Avançou | Não Avançou       |
| Vanilton Filho                                          | 100 m livre S9                   | 58.51        | 10º          | Não Avançou | Não Avançou       |
| Vanilton Filho                                          | 400 m livre S9                   |              |              |             |                   |
| Vanilton Filho                                          | 100 m borboleta S9               | 1:05.27      | 11º          | Não Avançou | Não Avançou       |
| Andrey Garbe                                            | 100 m livre S9                   |              |              |             |                   |
| Andrey Garbe                                            | 100 m costas S9                  | 1:07.21      | 8º           | Não Avançou | Não Avançou       |
| Talisson Glock                                          | 50 m livre S6                    | 33s22        | 7ºQ          |             |                   |
| Talisson Glock                                          | 100 m livre S6                   |              |              |             |                   |
| Talisson Glock                                          | 100 m costas S6                  | 1:17.21      | 2º Q         | 1:15.97     | 4º                |
| Talisson Glock                                          | 400 m livre S6                   | 5:22.52      | 5º Q         | 5:17.24     | 4º                |
| Talisson Glock                                          | 100 m peito S6                   |              |              |             |                   |
| Talisson Glock                                          | 50 m borboleta S6                | 33s74        | 7ºQ          | 33.14       | 8                 |
| Talisson Glock                                          | 200 m medley SM6                 | 2:44.94      | 3º q         | 2:41.39     | Medalha de bronze |
| Thomaz Rocha Matera                                     | 50 m livre S12                   |              |              |             |                   |
| Thomaz Rocha Matera                                     | 100 m livre S13                  | 56.10        | 9º           | Não Avançou | Não Avançou       |
| Thomaz Rocha Matera                                     | 400 m livre S13                  | 4:19.85      | 6º           |             |                   |
| Thomaz Rocha Matera                                     | 100 m peito S12                  |              |              |             |                   |
| Thomaz Rocha Matera                                     | 100 m borboleta S13              |              |              |             |                   |
| Thomaz Rocha Matera                                     | 200 m medley SM13                | 2:20.02      | 11º          | Não Avançou | Não Avançou       |
| Lucas Lamente Mozela                                    | 50 m livre S9                    |              |              |             |                   |
| Lucas Lamente Mozela                                    | 100 m livre S9                   | 1:00.46      | 8º           | Não Avançou | Não Avançou       |
| Lucas Lamente Mozela                                    | 100 m costas S9                  | 1:07.84      | 12º          | Não Avançou | Não Avançou       |
| Lucas Lamente Mozela                                    | 100 m peito SB9                  | 1:14.54      | 12º          | Não Avançou | Não Avançou       |
| Lucas Lamente Mozela                                    | 200 m medley SM9                 | 2:24.71      | 10º          | Não Avançou | Não Avançou       |
| Caio Oliveira                                           | 50 m livre S8                    |              |              |             |                   |
| Caio Oliveira                                           | 100 m livre S8                   |              |              |             |                   |
| Caio Oliveira                                           | 400 m livre S8                   | 4:40.64      | 3 Q          | 4:33.97     | 4                 |
| Caio Oliveira                                           | 100 m costas S8                  |              |              |             |                   |
| Ítalo Pereira                                           | 50 m livre S7                    | 32s68        | 11º          | Não Avançou | Não Avançou       |
| Ítalo Pereira                                           | 100 m livre S7                   | 1:10.97      | 11º          | Não Avançou | Não Avançou       |
| Ítalo Pereira                                           | 400 m livre S7                   | 5:18.10      | 10º          | Não Avançou | Não Avançou       |
| Ítalo Pereira                                           | 100 m costas S7                  | 1:12.56      | 2º Q         | 1:12.48     | Medalha de bronze |
| Ítalo Pereira                                           | 200 m medley SM7                 |              |              |             |                   |
| Felipe Vila Real                                        | 200 m livre S14                  | 2:01.11      | 6º Q         | 2:02.33     | 8º                |
| Felipe Vila Real                                        | 100 m costas S14                 | 1:07.62      | 12º          | Não Avançou | Não Avançou       |
| Felipe Vila Real                                        | 100 m peito SB14                 | 1:16.87      | 16º          | Não Avançou | Não Avançou       |
| Felipe Vila Real                                        | 200 m medley SM14                |              |              |             |                   |
| Phelipe Andrews Melo Rodrigues                          | 50 m livre S10                   | 24s07        | 3º Q         | 23s56       | Medalha de prata  |
| Phelipe Andrews Melo Rodrigues                          | 100 m livre S10                  | 51.96        | 3º Q         |             |                   |
| Phelipe Andrews Melo Rodrigues                          | 100 m borboleta S10              |              |              |             |                   |
| Roberto Rodriguez                                       | 100 m peito SB5                  | 1:39.82      | 4            | 1:39.06     | 5                 |
| Roberto Rodriguez                                       | 200 m medley SM6                 | 3:17.42      | 9º           | Não Avançou | Não Avançou       |
| Clodoaldo Silva                                         | 50 m livre S5                    | 36.67        | 8º q         | 36.27       | 7º                |
| Clodoaldo Silva                                         | 100 m livre S5                   |              |              |             |                   |
| Clodoaldo Silva                                         | 200 m livre S5                   |              |              |             |                   |
| Guilherme Batista Silva                                 | 50 m livre S13                   | 25.75        | 6º           | Não Avançou | Não Avançou       |
| Guilherme Batista Silva                                 | 100 m livre S13                  | 57.96        | 11º          | Não Avançou | Não Avançou       |
| Guilherme Batista Silva                                 | 100 m costas S13                 |              |              |             |                   |
| Guilherme Batista Silva                                 | 100 m peito SB13                 | 1:12.85      | 6º Q         | 1:13.58     | 5°                |
| Guilherme Batista Silva                                 | 200 m medley SM13                |              |              |             |                   |
| Ruiter Silva                                            | 50 m livre S9                    | 26.68        | 4º Q         |             |                   |
| Ruiter Silva                                            | 100 m livre S9                   | 57.39        | 3 q          |             |                   |
| Ruiter Silva                                            | 400 m livre S9                   |              |              |             |                   |
| Ruiter Silva                                            | 100 m peito SB9                  |              |              |             |                   |
| Ruiter Silva                                            | 200 m medley SM9                 |              |              |             |                   |
| Gabriel Cristiano Silva de Sousa                        | 50 m livre S8                    |              |              |             |                   |
| Gabriel Cristiano Silva de Sousa                        | 100 m borboleta S8               | 1:08.05      | 11º          | Não Avançou | Não Avançou       |
| Matheus Sousa                                           | 50 m livre S11                   | 27.74        | 10º          | Não Avançou | Não Avançou       |
| Matheus Sousa                                           | 100 m livre S11                  | 1:00.17      | 3º           |             |                   |
| Matheus Sousa                                           | 400 m livre S11                  | -            | -            | 4:41.05     | Medalha de bronze |
| Ruan Felipe Lima de Souza                               | 100 m peito SB9                  | 1:13.63      | 11º          | Não Avançou | Não Avançou       |
| Daniel Dias Andre Brasil Ruiter Silva Phelipe Rodrigues | Revezamento 4x100 m livre 34pts  | -            | -            | 3:48.98     | Medalha de prata  |
|                                                         | Revezamento 4x100 m medley 34pts |              |              |             |                   |

Feminino
| Atletas                       | Evento                           | Preliminares | Preliminares | Final       | Final            |
| Atletas                       | Evento                           | Marca        | Posição      | Marca       | Posição          |
| ----------------------------- | -------------------------------- | ------------ | ------------ | ----------- | ---------------- |
| Verônica Almeida              | 50 m livre S7                    |              |              |             |                  |
| Verônica Almeida              | 100 m peito SB7                  | 1:42.88      | 7º q         |             |                  |
| Verônica Almeida              | 50 m borboleta S7                | 38.95        | 7º q         |             |                  |
| Verônica Almeida              | 200 m medley SM7                 |              |              |             |                  |
| Cecília Jerônimo de Araújo    | 50 m livre S8                    |              |              |             |                  |
| Cecília Jerônimo de Araújo    | 100 m livre S8                   |              |              |             |                  |
| Cecília Jerônimo de Araújo    | 400 m livre S8                   | 5:26.27      | 5°           | Não Avançou | Não Avançou      |
| Cecília Jerônimo de Araújo    | 100 m costas S8                  |              |              |             |                  |
| Cecília Jerônimo de Araújo    | 100 m borboleta S8               |              |              |             |                  |
| Maiara Regina Pereira Barreto | 100 m livre S3                   | 2:16.80      | 4 Q          | 2:11.54     | 8                |
| Maiara Regina Pereira Barreto | 50 m costas S3                   |              |              |             |                  |
| Maiara Regina Pereira Barreto | 150 m medley SM4                 |              |              |             |                  |
| Beatriz Carneiro              | 200 m livre S14                  | 2:27.11      | 9º           | Não Avançou | Não Avançou      |
| Beatriz Carneiro              | 100 m peito SB14                 |              |              |             |                  |
| Camille Cruz                  | 50 m livre S9                    |              |              |             |                  |
| Camille Cruz                  | 100 m livre S9                   |              |              |             |                  |
| Camille Cruz                  | 400 m livre S9                   | 5:04.33      | 10º          | Não Avançou | Não Avançou      |
| Camille Cruz                  | 100 m costas S9                  |              |              |             |                  |
| Rildene Firmino               | 50 m peito SB3                   |              |              |             |                  |
| Rildene Firmino               | 150 m medley SM4                 | 3:34.63      | 10º          | Não Avançou | Não Avançou      |
| Edênia Garcia                 | 50 m livre S4                    |              |              |             |                  |
| Edênia Garcia                 | 50 m costas S4                   |              |              |             |                  |
| Mariana Ribeiro               | 50 m livre S10                   | 29s02        | 4º Q         | 29s35       | 7º               |
| Mariana Ribeiro               | 100 m livre S10                  |              |              |             |                  |
| Mariana Ribeiro               | 100 m costas S10                 | 1:12.34      | 7º           |             |                  |
| Susana Ribeiro                | 50 m livre S5                    | 42.92        | 9º           |             |                  |
| Susana Ribeiro                | 100 m livre S5                   |              |              |             |                  |
| Susana Ribeiro                | 200 m livre S5                   |              |              |             |                  |
| Susana Ribeiro                | 100 m peito SB5                  | 1:57.42      | 10º          | Não Avançou | Não Avançou      |
| Susana Ribeiro                | 200 m medley SM5                 |              |              |             |                  |
| Patricia Pereira dos Santos   | 50 m livre S4                    |              |              |             |                  |
| Patricia Pereira dos Santos   | 100 m livre S5                   |              |              |             |                  |
| Patricia Pereira dos Santos   | 50 m peito SB3                   |              |              |             |                  |
| Joana Maria Silva             | 50 m livre S5                    | 37.22        | 1º Q         | 37.13       | Medalha de prata |
| Joana Maria Silva             | 100 m livre S5                   |              |              |             |                  |
| Joana Maria Silva             | 200 m livre S5                   |              |              |             |                  |
| Joana Maria Silva             | 50 m borboleta S5                | 51.56        | 8º q         |             |                  |
| Regiane Nunes Silva           | 50 m livre S11                   | 33.74        | 7º           | Não Avançou | Não Avançou      |
| Regiane Nunes Silva           | 100 m livre S11                  | 1:15.47      | 10º          | Não Avançou | Não Avançou      |
| Regiane Nunes Silva           | 400 m livre S11                  | 5:47.84      | 10º          | Não Avançou | Não Avançou      |
| Regiane Nunes Silva           | 100 m costas S11                 | 1:28.35      | 11º          | Não Avançou | Não Avançou      |
| Raquel Viel                   | 50 m livre S12                   |              |              |             |                  |
| Raquel Viel                   | 100 m livre S13                  |              |              |             |                  |
| Raquel Viel                   | 400 m livre S13                  |              |              |             |                  |
| Raquel Viel                   | 100 m costas S12                 |              |              |             |                  |
| Raquel Viel                   | 100 m peito SB13                 |              |              |             |                  |
| Raquel Viel                   | 100 m borboleta S13              |              |              |             |                  |
| Raquel Viel                   | 200 m medley SM13                | DNF          | DNF          | DNF         | DNF              |
|                               | Revezamento 4x100 m medley 34pts |              |              | 4:56.39     | 7º               |

Misturado
| Atletas                                                                                                 | Evento                          | Preliminares | Preliminares | Final   | Final            |
| Atletas                                                                                                 | Evento                          | Marca        | Posição      | Marca   | Posição          |
| --- | ------------------------------- | ------------ | ------------ | ------- | ---------------- |
| | Revezamento 4x100 m livre 20pts |              |              |         |                  |
| Daniel Dias Talisson Glock Clodoaldo Silva Patricia Pereira dos Santos Susana Ribeiro Joana Maria Silva | Revezamento 4x50 m livre 20pts  | 2:33.94      | 1º Q         | 2:25.45 | Medalha de prata |

## Tênis em cadeira de rodas
| Atletas                          | Evento            | Primeira fase                     | Segunda fase                     | Oitavas de final     | Quartas de final               | Semifinais           | 3°lugar Final        | 3°lugar Final |
| Atletas                          | Evento            | Adversário Resultado              | Adversário Resultado             | Adversário Resultado | Adversário Resultado           | Adversário Resultado | Adversário Resultado | Pos           |
| -------------------------------- | ----------------- | --------------------------------- | -------------------------------- | -------------------- | ------------------------------ | -------------------- | -------------------- | ------------- |
| Rafael Medeiros                  | Simples masculino | USA Baldwin L 0-2                 | Não Avançou                      | Não Avançou          | Não Avançou                    | Não Avançou          | Não Avançou          | Não Avançou   |
| Maurício Pommê                   | Simples masculino | POL Fabisiak L 0-2                | Não Avançou                      | Não Avançou          | Não Avançou                    | Não Avançou          | Não Avançou          | Não Avançou   |
| Daniel Rodrigues                 | Simples masculino | CHI Mendez W 2-0                  | JPN Kunieda L 0-2                | Não Avançou          | Não Avançou                    | Não Avançou          | Não Avançou          | Não Avançou   |
| Carlos Santos                    | Simples masculino | ESP de la Puente L 0-2            | Não Avançou                      | Não Avançou          | Não Avançou                    | Não Avançou          | Não Avançou          | Não Avançou   |
| Rejane Cândida                   | Simples feminino  | JPN Kamiji L 0-2                  | Não Avançou                      | Não Avançou          | Não Avançou                    | Não Avançou          | Não Avançou          | Não Avançou   |
| Natália Mayara                   | Simples feminino  | USA Whiley L 0-2                  | Não Avançou                      | Não Avançou          | Não Avançou                    | Não Avançou          | Não Avançou          | Não Avançou   |
| Rodrigo Oliveira                 | Simples quad      | JPN Moroishi D 0-2                | Não Avançou                      | Não Avançou          | Não Avançou                    | Não Avançou          | Não Avançou          | Não Avançou   |
| Ymanitu Silva                    | Simples quad      | GBR Burdekin V 2-1                | RSA Sithole D 0-2                | Não Avançou          | Não Avançou                    | Não Avançou          | Não Avançou          | Não Avançou   |
| Maurício Pommê Carlos Santos     | Duplas masculinas | ISR Im KOR Lee D 0-2              | Não Avançou                      | Não Avançou          | Não Avançou                    | Não Avançou          | Não Avançou          | Não Avançou   |
| Daniel Rodrigues Rafael Medeiros | Duplas masculinas | bye                               | NED Egberink NED Scheffers D 0-2 | Não Avançou          | Não Avançou                    | Não Avançou          | Não Avançou          | Não Avançou   |
| Rejane Cândida Natália Mayara    | Duplas femininas  | USA Mathewson USA Verfuerth D 0-2 | Não Avançou                      | Não Avançou          | Não Avançou                    | Não Avançou          | Não Avançou          | Não Avançou   |
| Rodrigo Oliveira Ymanitu Silva   | Duplas quad       | —                                 | bye                              | bye                  | ISR Erenlib ISR Weinberg D 0-2 | Não Avançou          | Não Avançou          | Não Avançou   |

## Tênis de Mesa
Masculino
| Atletas                                                              | Evento              | Preliminares        | Preliminares            | Preliminares | Rodada 1            | Quartas de final       | Semifinal           | Final                       | Final             |             |
| Atletas                                                              | Evento              | AdversárioResultado | AdversárioResultado     | Pos          | AdversárioResultado | AdversárioResultado    | AdversárioResultado | AdversárioResultado         | Pos               |             |
| -------------------------------------------------------------------- | ------------------- | ------------------- | ----------------------- | ------------ | ------------------- | ---------------------- | ------------------- | --------------------------- | ----------------- | ----------- |
| Aloisio Lima                                                         | Simples C1          | KOR Lee C-h L 0–3   | GBR Davies L 2–3        | 3            | —                   | Não Avançou            | Não Avançou         | Não Avançou                 | Não Avançou       |             |
| Iranildo Conceição Espíndola                                         | Simples C2          | POL Czuper L 0–3    | CHN Gao L 2–3           | 3            | Não Avançou         | Não Avançou            | Não Avançou         | Não Avançou                 | Não Avançou       | Não Avançou |
| Guilherme Marcião da Costa                                           | Simples C2          | SVK Riapos L 0–3    | KOR Kim K L 0–3         | 3            | Não Avançou         | Não Avançou            | Não Avançou         | Não Avançou                 | Não Avançou       | Não Avançou |
| David Andrade de Freitas                                             | Simples C3          | KOR Kim J-s L 0–3   | ARG Copola L 0–3        | 3            | Não Avançou         | Não Avançou            | Não Avançou         | Não Avançou                 | Não Avançou       | Não Avançou |
| Welder Knaf                                                          | Simples C3          | SWE Sjoqvist W 3–0  | CHN Zhai L 2–3          | 2            | ARG Copola W 3–1    | GER Schimdberger L 0–3 | Não Avançou         | Não Avançou                 | Não Avançou       | Não Avançou |
| Claudiomiro Segatto                                                  | Simples C5          | GER Baus L 0–3      | GBR Hunter-Spivey W 3–2 | 2 Q          | TPE Lin Y-h L 2–3   | Não avançou            | Não avançou         | Não avançou                 | Não avançou       |             |
| Paulo Salmin                                                         | Simples C7          | NED Montanus L 2–3  | EGY Youssef L 1–3       | 3            | Não Avançou         | Não Avançou            | Não Avançou         | Não Avançou                 | Não Avançou       |             |
| Israel Pereira Stroh                                                 | Simples C7          | GBR Bayley W 3–1    | CHN Liao L 1–3          | 2 Q          | UKR Popov W 3–2     | UKR Nikolenko W 3–1    | CHN Wan W 3–2       | GBR Bayley L 1–3            | Medalha de prata  |             |
| Luiz Felipe Guarnieri Manara                                         | Simples C8          | HUN Csonka L 0–3    | SWE Karlsson L 2–3      | 3            | Não Avançou         | Não Avançou            | Não Avançou         | Não Avançou                 | Não Avançou       |             |
| Diego Moreira                                                        | Simples C9          | CHN Zhao L 1–3      | ITA Kalem L 2–3         | 3            | Não Avançou         | Não Avançou            | Não Avançou         | Não Avançou                 | Não Avançou       |             |
| Carlos Carbinatti                                                    | Simples C10         | ESP Reyes L 0–3     | AUT Gardos L 2–3        | 3            | Não Avançou         | Não Avançou            | Não Avançou         | Não Avançou                 | Não Avançou       |             |
| Guilherme Marcião da Costa Iranildo Conceição Espíndola Aloisio Lima | Equipe Classe C1–2  | —                   | —                       | —            | —                   | GBR Grã-BretanhaV 2-0  | FRA FrançaD 0-2     | Bronze: SVK EslováquiaV 2-1 | Medalha de bronze |             |
| David Andrade de Freitas Welder Knaf                                 | Equipe Classe C3    | —                   | —                       | —            | —                   | KOR Coreia do SulV 2-0 | GER AlemanhaD 0-2   | Bronze: THA TailândiaD 0-2  | 4º                |             |
| Luiz Felipe Guarnieri Manara Paulo Salmin Israel Pereira Stroh       | Equipe Classe C6–8  | —                   | —                       | —            | —                   | ESP EspanhaD 1-2       | Não Avançou         | Não Avançou                 | Não Avançou       |             |
| Carlos Carbinatti Diego Moreira                                      | Equipe Classe C9–10 | —                   | —                       | —            | —                   | FRA FrançaD 0-2        | Não Avançou         | Não Avançou                 | Não Avançou       |             |

Feminino
| Atletas                                                            | Evento              | Preliminares             | Preliminares         | Preliminares         | Preliminares | Rodada 1             | Quartas de final       | Semifinal            | Final                             | Final             |
| Atletas                                                            | Evento              | Adversário Resultado     | Adversário Resultado | Adversário Resultado | Pos          | Adversário Resultado | Adversário Resultado   | Adversário Resultado | Adversário Resultado              | Pos               |
| ------------------------------------------------------------------ | ------------------- | ------------------------ | -------------------- | -------------------- | ------------ | -------------------- | ---------------------- | -------------------- | --------------------------------- | ----------------- |
| Cátia Cristina da Silva Oliveira                                   | Simples C1-2        | KOR Seo D 0–3            | ITA Podda D 2–3      | —                    | 3            | —                    | Não Avançou            | Não Avançou          | Não Avançou                       | Não Avançou       |
| Thaís Fraga Severo                                                 | Simples C3          | SVK Kanova D 1–3         | KOR Yoon D 0–3       | —                    | 3            | Não Avançou          | Não Avançou            | Não Avançou          | Não Avançou                       | Não Avançou       |
| Joyce Oliveira                                                     | Simples C4          | SRB Perić-Ranković D 0–3 | THA Jai-on D 2–3     | —                    | 3            | —                    | Não Avançou            | Não Avançou          | Não Avançou                       | Não Avançou       |
| Jennyfer Marques Parinos                                           | Simples C9          | TUR Kavas D 0–3          | CHN Liu D 0–3        | CHN Lei D 0–3        | 4            | —                    | —                      | Não avançou          | Não avançou                       | Não avançou       |
| Danielle Rauen                                                     | Simples C9          | CHN Xiong V 3–2          | GER Lena Kramm V 3–0 | POL Pek D 1–3        | 2 Q          | —                    | —                      | CHN Lei V 0–3        | Disputa do bronze: POL PekD 2–3   | 4º                |
| Bruna Costa Alexandre                                              | Simples C10         | AUS McDonnell V 3–0      | CHN Qian D 0–3       | CRO Lučić V 3–0      | 2 Q          | —                    | —                      | POL PartykaV 2–3     | Disputa do bronze:DEN WalloeV 3–0 | Medalha de bronze |
| Joyce Oliveira Cátia Cristina da Silva Oliveira Thaís Fraga Severo | Equipe Classe C4–5  | —                        | —                    | —                    | —            | —                    | KOR Coreia do SulD 0-2 | Não Avançou          | Não Avançou                       | Não Avançou       |
| Bruna Costa Alexandre Jennyfer Marques Parinos Danielle Rauen      | Equipe Classe C6–10 | —                        | —                    | —                    | —            | —                    | GER Alemanha V 2-0     | POL Polônia D 0-2    | Bronze:AUS AustráliaV 2–0         | Medalha de bronze |

## Triatlo
| Atletas         | Evento        | Natação | 1º Trans | Ciclismo | 2º Trans | Corrida | Marca Total | Posição |
| --------------- | ------------- | ------- | -------- | -------- | -------- | ------- | ----------- | ------- |
| Fernando Aranha | Masculino PT1 | 13.11   | 9        | 9:40     | 8        | 7:05    | 1:06:51     | 7       |
| Ana Raquel Lins | Femino PT4    | 12.11   | 6        | 56:26    | 11       | 12:47   | 1:21:24     | 11º     |

## Remo
Um caminho para a qualificação para o Rio envolvendo um barco sendo os oitos primeiros a terminar no FISA Campeonato Mundial de Remo de 2015 em um Evento de medalhas. O Brasil se classificou para os Jogos de 2016 sob este critério no evento Skiff simples masculino ficando em sétimo lugar com o tempo de 04:57.10.
| Atleta(s)                    | Evento                  | Preliminaress | Preliminaress | Repescagem | Repescagem | Final   | Final   |
| Atleta(s)                    | Evento                  | Marca         | Posição       | Marca      | Posição    | Marca   | Posição |
| ---------------------------- | ----------------------- | ------------- | ------------- | ---------- | ---------- | ------- | ------- |
| Renê Pereira                 | Skiff simples masculino | 5:05.12       | 7º            | 5:04.62    | 4º         | 5:04.90 | 6°      |
| Cláudia Santos               | Skiff simples feminino  | 5:38.62       | 2º            | 5:34.50    | 2º         | 5:34.77 | 6º      |
| Josiane Lima Michel Pessanha | Skiff duplo             | 4:04.26       | 6             |            |            | 4:04.52 | 5       |

Legenda de Qualificação: FA=Final A (medaLha); FB=Final B (sem medalha); R=Repescagem

## Rugby em cadeira de rodas
A Seleção Brasileira de Rugby em cadeira de rodas se classificou para a Paralímpiadas Rio 2016 em virtude de ser o país anfitrião. O Brasil entrou no torneio na posição de número dezenove no mundo.
| Pos | Equipe           | Pts | J | V | E | D | GP | GC | SG | Classificado     |
| --- | ---------------- | --- | - | - | - | - | -- | -- | -- | ---------------- |
| 1   | AUS Austrália    | 0   | 0 | 0 | 0 | 0 | 0  | 0  | 0  | Semi-final       |
| 2   | GBR Grã-Bretanha | 0   | 0 | 0 | 0 | 0 | 0  | 0  | 0  | Semi-final       |
| 3   | CAN Canadá       | 0   | 0 | 0 | 0 | 0 | 0  | 0  | 0  | Quartas de final |
| 4   | BRA Brasil       | 0   | 0 | 0 | 0 | 0 | 0  | 0  | 0  | Quartas de final |

## Tiro
O último Evento de qualificação para os Jogos do Rio em Tiro foi realizado na Copa do Mundo de Tiro IPC 2015, em Fort Benning, em novembro. Alexandre Galgani conseguiu um lugar de qualificação para o seu país nesta competição no Carabina de ar 10 m misto SH2.
| Atletas               | Evento                             | Preliminares | Preliminares | Final       | Final       |             |
| Atletas               | Evento                             | Resultado    | Posição      | Resultado   | Posição     |             |
| --------------------- | ---------------------------------- | ------------ | ------------ | ----------- | ----------- | ----------- |
| Debora Campos         | Pistola 10m SH1 feminino           | 359          | 13           | Não Avançou | Não Avançou |             |
| Debora Campos         | Pistola 25m SH1 misto              | 531-10x      | 26º          | Não Avançou | Não Avançou |             |
| Alexandre Galgani     | Rifle em pé 10m SH2 misto          | DSQ          | Não Avançou  | Não Avançou | Não Avançou | Não Avançou |
| Alexandre Galgani     | Rifle deitado 10m SH2 misto        | 628.2        | 24           | Não Avançou | Não Avançou |             |
| Carlos Garletti       | Rifle 3 posições 50m SH1 masculino |              |              |             |             |             |
| Carlos Garletti       | Rifle deitado 10m SH1 misto        | 623.2        | 35           | Não Avançou | Não Avançou |             |
| Carlos Garletti       | Rifle deitado 50m SH1 misto        | 599.3        | 35           | Não Avançou | Não Avançou |             |
| Geraldo von Rosenthal | Pistola 10m SH1 masculino          | 557-8x       | 15°          | Não Avançou | Não Avançou |             |
| Geraldo von Rosenthal | Pistola 25m SH1 misto              | 557-9x       | 15           | Não Avançou | Não Avançou |             |
| Geraldo von Rosenthal | Pistola 50m SH1 misto              | 506-4x       | 25º          | Não Avançou | Não Avançou |             |

## Tiro com arco
O Brasil recebe automaticamente quatro vagas nos Jogos Paralímpicos de Verão de 2016 como o país anfitrião, porém tinha a capacidade de qualificar atletas adicionais. Em 2015 World Archery Para Championships, vários arqueiros fez exatamente isso. Francisco Cordeiro fez isso na terceira rodada composto individual masculino, enquanto Jane Karla Gogel fez isso no composto individual feminino e Fabíola Lorenzi Dergovics com uma vaga extra com o resultado de seu desempenho no torneio secundário Paralímpico composto individual feminino.
Masculino
| Atletas                | Evento                     | Fase de qualificação | Fase de qualificação | Round of 32               | Oitavas de final       | Quartas de final          | Semifinal            | 3°lugar Final         | 3°lugar Final |
| Atletas                | Evento                     | Resultado            | Pos                  | Adversário Resultado      | Adversário Resultado   | Adversário Resultado      | Adversário Resultado | Adversário Resultado  | Pos           |
| ---------------------- | -------------------------- | -------------------- | -------------------- | ------------------------- | ---------------------- | ------------------------- | -------------------- | --------------------- | ------------- |
| Andrey Muniz de Castro | Composto aberto individual | 661                  | 20                   | KOR Lee Ouk-soo V 140–139 | USA Stutzman V 142–141 | USA Andre ShelbyD 135–136 | Não Avançou          | Não Avançou           |               |
| Francisco Cordeiro     | Recurvo aberto individual  | 594                  | 17                   | GBR David Phillips D 2–6  | Não Avançou            | Não Avançou               | Não Avançou          | Não Avançou           | 17            |
| Luciano Rezende        | Recurvo aberto individual  | 557                  | 27                   | ITA Roberto Airoldi V 6–0 | CHN Zhao LixueV 6–4    | GER SzarszewskiV 6–4      | THA NetsiriD 0–6     | IRI RanjbarkivajD 1–7 | 4             |
| Diogo de Souza         | Recurvo aberto individual  | 550                  | 30                   | GER Szarszewski V 1–7     | Não Avançou            | Não Avançou               | Não Avançou          | Não Avançou           | 17            |

Feminino
| Atletas              | Evento                     | Fase de qualificação | Fase de qualificação | Oitavas de final       | Quartas de final     | Semifinal            | 3°lugar Final        | 3°lugar Final |
| Atletas              | Evento                     | Resultado            | Pos                  | Adversário Resultado   | Adversário Resultado | Adversário Resultado | Adversário Resultado | Pos           |
| -------------------- | -------------------------- | -------------------- | -------------------- | ---------------------- | -------------------- | -------------------- | -------------------- | ------------- |
| Thaís Silva Carvalho | Recurvo aberto individual  | 517                  | 28                   | CHN Lin V 7-3          | LAT Melle D 4-6      | Não Avançou          | Não Avançou          | Não Avançou   |
| Fabiola Dergovics    | Recurvo aberto individual  | 551                  | 20                   | THA Khuthawisap D 4-6  | Não Avançou          | Não Avançou          | Não Avançou          | Não Avançou   |
| Jane Karla Gogel     | Composto aberto individual | 655                  | 3º                   | JPN Hirasawa V 140-131 | CHN LinD 139-141     | Não Avançou          | Não Avançou          | Não Avançou   |
| Patricia Layolle     | Recurvo aberto individual  | 461                  | 32                   | CHN Lin D 0-6          | Não Avançou          | Não Avançou          | Não Avançou          | Não Avançou   |

Misto
| Atletas                                 | Evento                       | Fase de qualificação | Fase de qualificação | Oitavas de final        | Quartas de final     | Semifinal            | 3°lugar Final        | 3°lugar Final |
| Atletas                                 | Evento                       | Resultado            | Pos                  | Adversário Resultado    | Adversário Resultado | Adversário Resultado | Adversário Resultado | Pos           |
| --------------------------------------- | ---------------------------- | -------------------- | -------------------- | ----------------------- | -------------------- | -------------------- | -------------------- | ------------- |
| Andrey Muniz de Castro Jane Karla Gogel | Equipe mista composto aberto | 1316                 | 6º                   | TUR Turquia D 145-147   | Não Avançou          | Não Avançou          | Não Avançou          | Não Avançou   |
|                                         | Equipe mista recurvo aberto  | 1145                 | 12º                  | KOR Coreia do Sul V 5-1 | TUR Turquia D 2-6    | Não Avançou          | Não Avançou          | Não Avançou   |

## Vela
| Atleta                                                                               | Evento  | Regata | Regata | Regata | Regata | Regata | Regata | Regata | Regata | Regata | Regata | Regata | Pontos | Posição |
| Atleta                                                                               | Evento  | 1      | 2      | 3      | 4      | 5      | 6      | 7      | 8      | 9      | 10     | 11     | Pontos | Posição |
| ------------------------------------------------------------------------------------ | ------- | ------ | ------ | ------ | ------ | ------ | ------ | ------ | ------ | ------ | ------ | ------ | ------ | ------- |
| Nuno Rosa                                                                            | 2.4 mR  | 12     | 16     | 17     | 17     | 17     | 13     | 16     | 16     |        |        |        |        |         |
| Bruno Landgraf Marinalva de Almeida                                                  | SKUD 18 | 7      | 8      | 10     | 6      | 7      | 6      | 8      | 6      |        |        |        |        |         |
| José Matias Goncalves de Abreu Herivelton Ferreira Anastacio Antônio Marcos do Carmo | Sonar   | 13     | 11     | 9      | 8      | 14     | 11     | 12     | 11     |        |        |        |        |         |

## Voleibol sentado

### Masculino
Seleção Brasileira de Voleibol Sentado Masculino qualificou-se para os Jogos de 2016 por ser o país anfitrião.

### Feminino
Seleção Brasileira de Voleibol Sentado Feminino qualificou-se para os Jogos de 2016 por ser o país anfitrião.
Legenda
| Recorde mundial      | Recorde mundial (World record)               |                       | Recorde africano                      | Recorde africano (African) |                                           | Q | Classificado por posição (Qualified) |
| Recorde paralímpico  | Recorde paralímpico (Paralympic record)      | Recorde da América    | Recorde da América (Americas)         | q                          | Classificado por melhor tempo (Qualified) |   |                                      |
| Melhor marca do ano  | Melhor marca do ano (World leading)          | Recorde asiático      | Recorde asiático (Asian)              | DNS                        | Não largou (Did not start)                |   |                                      |
| Recorde nacional     | Recorde nacional (National record)           | Recorde europeu       | Recorde europeu (European)            | DNF                        | Não terminou (Did not finish)             |   |                                      |
| Recorde pessoal      | Recorde pessoal do atleta (Personal best)    | Recorde da Oceania    | Recorde da Oceania (Oceania)          | DSQ / DQ                   | Desclassificado (Disqualified)            |   |                                      |
| Recorde da temporada | Recorde da temporada do atleta (Season best) | Recorde sul-americano | Recorde sul-americano (South America) | NM                         | Sem marca (No mark)                       |   |                                      |